# 칠서초등학교
→
칠서초등학교는 대한민국 경상남도 함안군 칠서면 청계리에 있는 공립 초등학교이다.

## 학교 연혁
- 1923년 7월 1일 칠서공립보통학교(4년제) 개교설립인가 5월 20일
- 1928년 3월 1일 6년제 승격 인가
- 1938년 4월 1일 칠서공립심상소학교로 개칭
- 1941년 4월 1일 칠서공립국민학교로 개칭
- 1981년 4월 1일 병설유치원 개원
- 1996년 3월 1일 칠서초등학교로 개칭
- 2002년 12월 10일 본관 건물 신축
- 2005년 4월 24일 체육관 개관 및 2개 교실 증축
- 2008년 3월 1일 이룡분교장 편입
- 2009년 12월 18일 칠서 도서관 개관
- 2015년 9월 1일 칠북초등학교 통합
- 2015년 9월 1일 칠북초등학교 이령분교장 편입
- 2018년 2월 13일 제90회 졸업장 수여(본교 22명, 이령 1명, 이룡 4명, 총4,319명)
- 2018년 3월 1일 제32대 노재원 교장 취임
- 2018년 3월 1일 본교 13학급, 이룡분교장 4학급, 이령분교장 3학급 편성

## 참고 자료
- 칠서초등학교 - 한국교육학술정보원 학교알리미